# Karl Klocker
Karl Klocker OSB (* 13. Januar 1748 in Friedberg als Anton Klocker; † 22. Juni 1805 in Wiblingen) war ein deutscher Abt und Kanonist.
Anton Klocker besuchte das Gymnasium der Jesuiten in Augsburg und trat 1765 in die Benediktinerabtei Benediktbeuern ein, wo er den Ordensnamen Karl, auch Carl notiert, annahm. Am 28. Oktober 1766 legte er seine Profess ab. In Benediktbeuern studierte er Theologie und Philosophie und empfing 1772 die Priesterweihe. 1784 wurde er auf eine Professur für Kirchenrecht (Nachfolge Adam Weishaupt) an die Universität Ingolstadt berufen, das er an der Universität Salzburg studiert hatte (Doktorgrad in Theologie und in beiden Rechten). 1789 wurde er vom Kurfürsten Karl Theodor seines Amtes enthoben, als er das päpstliche Nuntiaturrecht bestritt. Anschließend lehrte er in St. Emmeran und am Lyzeum Regensburg. Am 15. März 1796 wurde er vom Konvent zum Abt von Benediktbeuern gewählt und am 21. August 1797 vom Generalkapitel zum Abtpräses der Bayerischen Benediktinerkongregation. Beide Ämter bekleidete er bis zur Säkularisation 1803.

## Werke
- Dissertatio de clausula Aschaffenburgensis, Ingolstadt 1789. (Digitalisat)